# Братолюб Раичкович
Братолюб Раичкович (на македонска литературна норма: Братољуб Раичковиќ) е виден юрист от Република Македония.

## Биография
Роден е на 15 ноември 1932 година. Завършва право. Работи в Общинския съд в Скопие като съдия от 1958 до 1960 година, а от 1960 до 1965 година е председател на съда. От 1965 до 1977 година е съдия в Окръжния съд, а от 1977 до 1987 година – в Съда на сдружения труд на Македония.
Братолюб Раичкович в 1987 година е избран за член на Конституционния съд на Социалистическа република Македония. Заема поста до 1994 година.
От 1995 до 1997 година е съветник при Правителството на Република Македония. В 1997 година се пенсионира.